# Peter Wrolich
Peter Wrolich (Vienna, 30 maggio 1974) è un ex ciclista su strada austriaco.
Professionista dal 1999 al 2010, ha partecipato a cinque Tour de France e con la nazionale austriaca a due edizioni dei Giochi olimpici e a otto campionati del mondo.

## Carriera
Professionista dal 1999, militò nella Gerolsteiner fino al 2008, anno in cui la formazione tedesca si sciolse. Dall'anno seguente entrò a far parte del Team Milram. Al termine della stagione 2010, con la chiusura della formazione tedesca, si ritira dall'attività.
Ha concluso quattro Tour de France, ottenendo come miglior piazzamento un secondo posto nella terza tappa del Tour 2005. Nel corso del Tour 2009 fu colpito da un virus gastrointestinale, per cui fu costretto ad abbandonare la corsa, non prendendo il via alla tredicesima tappa.

## Palmarès
- 1997

2ª tappa Wenen-Rabenstein-Gresten-Wenen
- 1999 (Gerolsteiner, una vittoria)

2ª tappa Tour de l'Avenir
- 2001 (Gerolsteiner, una vittoria)

Classifica generale Herald Sun Tour
- 2002 (Gerolsteiner, due vittorie)

Rund um Köln
6ª tappa Sachsen-Tour International (Dresda)
- 2004 (Gerolsteiner, una vittoria)

Rund um die Hainleite
- 2005 (Gerolsteiner, una vittoria)

2ª tappa Tour de Georgia (Rome)

### Altre vittorie
- 2005

Wien Radfast

## Piazzamenti

### Grandi Giri
- Tour de France

2004: 113º
2005: 146º
2006: 135º
2007: 133º
2009: non partito (13ª tappa)

### Classiche monumento
- Milano-Sanremo

2002: 52º
2003: 149º
2004: 33º
2005: 24º
2010: 115º
- Giro delle Fiandre

2002: 19º
2004: 103º
2005: 58º
2006: 57º
- Parigi-Roubaix

2002: 23º
2005: 64º
2007: 49º
2008: 65º
2010: 58º
- Liegi-Bastogne-Liegi

2010: 119º

### Competizioni mondiali
- Campionati del mondo

Verona 1999 - In linea: ritirato
Zolder 2002 - In linea: 70º
Hamilton 2003 - In linea: riserva
Verona 2004 - In linea: ritirato
Madrid 2005 - In linea: 70º
Salisburgo 2006 - In linea: ritirato
Mendrisio 2009 - In linea: ritirato
Melbourne 2010 - In linea: 66º
- Giochi olimpici

Atlanta 1996 - In linea: 54º
Sidney 2000 - In linea: 23º